# Józef Kraszewski (kapitan)

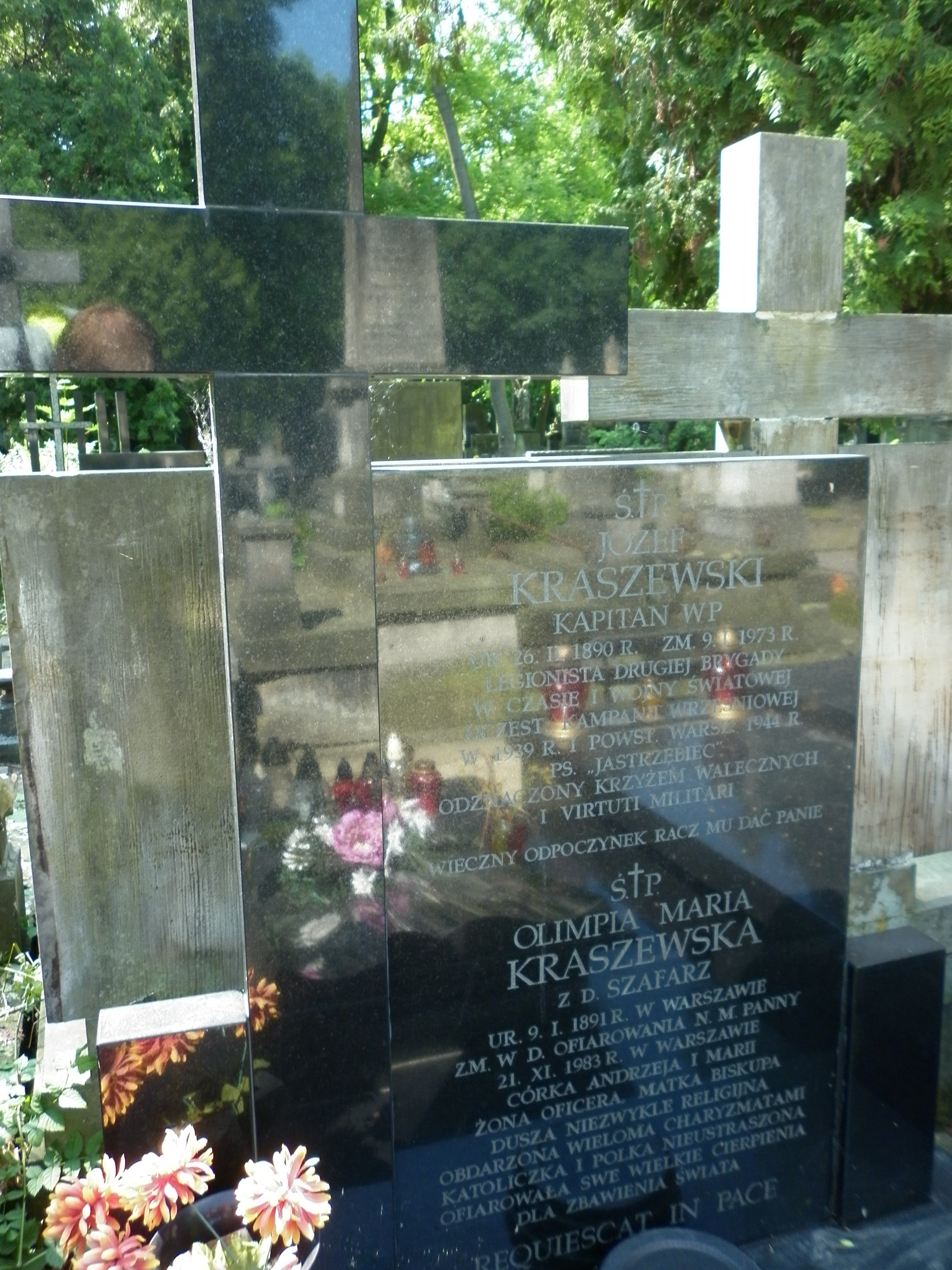
Grób Józefa Kraszewskiego na cmentarzu Powązkowskim

Józef Kraszewski ps. „Jastrzębiec” (ur. 26 lutego 1890, zm. 9 stycznia 1971 w Warszawie) – kapitan piechoty Wojska Polskiego.

## Życiorys
W czasie I wojny światowej był żołnierzem II Brygady Legionów Polskich.
W latach 1923–1924 pełnił służbę w Dowództwie Okręgu Korpusu Nr I w Warszawie. Początkowo pełnił tę służbę jako urzędnik wojskowy w XI randze służbowej. Z dniem 1 marca 1924 Prezydent RP przemianował go na oficera zawodowego w stopniu porucznika ze starszeństwem z 1 grudnia 1920 i 43. lokatą w korpusie oficerów administracji, dział kancelaryjny. W styczniu 1925 został przydzielony z DOK I do PKU Warszawa Miasto I na stanowisko oficera ewidencyjnego I rejonu. W lutym 1926 został zatwierdzony na stanowisku młodszego referenta w PKU Warszawa Miasto I. We wrześniu tego roku został przesunięty na stanowisko referenta (etat przejściowy). W 1928 pełnił służbę w Wojskowym Instytucie Naukowo-Wydawniczym w Warszawie. W marcu 1930 został ponownie przeniesiony do PKU Warszawa Miasto I na stanowisko referenta. We wrześniu tego roku został przeniesiony do Korpusu Ochrony Pogranicza. W kwietniu 1933 został przeniesiony z KOP do 30 pułku piechoty w Warszawie. W marcu 1934 roku został przeniesiony do korpusu oficerów piechoty z pozostawieniem na zajmowanym stanowisku w 30 pp. W tym samym miesiącu został zwolniony z zajmowanego stanowiska i oddany do dyspozycji dowódcy Okręgu Korpusu Nr I, a z dniem 30 czerwca przeniesiony w stan spoczynku.
We wrześniu 1939 uczestniczył w wojnie obronnej. W 1944 wziął udział w powstaniu warszawskim.
Zmarł 9 stycznia 1971 w Warszawie . Został pochowany na cmentarzu Powązkowskim (kwatera 33-3-6).
Jego synem był ks. bp Zbigniew Józef Kraszewski (1922–2004) .

## Ordery i odznaczenia
- Krzyż Srebrny Orderu Wojskowego Virtuti Militari
- Krzyż Niepodległości (22 grudnia 1931)[19]
- Krzyż Walecznych[20]